# Bordeira
Bordeira is een plaats (freguesia) in de Portugese gemeente Aljezur en telt 492 inwoners (2001).